# Celulitis (inflamación)
La celulitis (etimológicamente: ‘inflamación de las células’) es una infección bacteriana aguda de la piel que compromete el tejido conjuntivo subcutáneo (bajo la piel).  Su aspecto es una zona enrojecida pobremente demarcada, caliente, dolorosa, con edema. Se asocia con frecuencia a lesiones de la piel: heridas, cortes, quemaduras, picaduras de insecto, y otros. En los niños se presenta generalmente en la cara y en los adultos en las extremidades inferiores.
Se trata a base de antibióticos, o con cirugía en casos graves. Generalmente es causada por infecciones bacterianas, que pueden venir de bacterias exógenas o de la flora cutánea normal.

## Clasificación
- celulitis periorbital (infección de la cuenca del ojo).
- celulitis clostridial, producida por clostridios.
- celulitis sinergística necrotizante.

## Epidemiología
Los siguientes son factores de riesgo para padecer celulitis:
- Los ancianos y personas con un sistema inmunitario debilitado tienen más riesgo de contraer celulitis.

- Los diabéticos también tienen más riesgo de celulitis, especialmente en el pie, pues su enfermedad causa problemas en la circulación de la sangre en las piernas, y pueden tener úlceras que a menudo se infectan.

- El sida, otras enfermedades que debilitan el sistema inmunitario y los medicamentos inmunosupresores también facilitan la infección.

- Enfermedades virales como la varicela y el herpes zóster producen costras que a menudo se rompen, facilitando la sobreinfección bacteriana.

- El linfedema.

- Las enfermedades que afectan a la circulación de la sangre en las piernas y pies, como las varices.

Situaciones que favorecen la celulitis:
- Picadura de insecto o mordedura de animal.
- Prurito.
- Cirugía reciente.
- Pie de atleta.
- Eczema.
- Quemaduras y "sarpullidos".
- Otras heridas sin desinfectar.
- Vacunación reciente

## Etiología
La celulitis se debe a determinadas bacterias que entran en la piel cuando esta se lesiona (que no siempre es visible). Los estreptococos de grupo A (S. pyogenes) y los estafilococos son los principales causantes. Normalmente viven en la superficie de la piel (flora cutánea), pero no causan infección.
Las bacterias que causan infección suelen ser:
- Streptococcus pyogenes. El eritema suele estar bien delimitado y no suele haber presencia de pus.
- Staphylococcus aureus. Este puede ser sensible o resistente a meticilina (MSSA/MRSA). El primero es más frecuente, si bien en determinados grupos como personas en diálisis, ancianos institucionalizados y personas que han sido ingresadas en un hospital durante el último año, entre otros, existe la posibilidad de que el causante sea un estafilococo resistente a meticilina. En la comunidad existe una variante del S. aureus resistente que expresa la leucocidina de Panton-Valentine, que le confiere especial virulencia y tendencia a producir necrosis.
- Streptococcus pneumoniae.
- Streptococcus del grupo B.
- Haemophilus influenzae.
- La Erisipelotrix rusiopathie causa una forma atenuada o erisipeloide.
- Flora mixta, incluso anaerobia.

## Patogenia
La celulitis se produce cuando la bacteria causal alcanza la dermis a través de una ruptura de la piel.

## Cuadro clínico
La celulitis se caracteriza por un enrojecimiento, inflamación, calor y dolor en la zona afectada. El paciente puede tener fiebre, aunque es frecuente que ésta no se presente en los casos no complicados. La región afectada suele presentarse enrojecida y edematosa, con dolor a la palpación y posible impotencia funcional. Suele ser frecuente la presencia de una lesión cutánea en las inmediaciones, que actúa como puerta de entrada. En casos avanzados, se pueden ver franjas rojas (como dedos) a lo largo de la zona afectada (linfangitis).
Es común que la celulitis se dé en zonas del cuerpo desprotegidas, como los brazos, piernas o cara.
La inflamación puede tardar días en desarrollarse o puede extenderse rápidamente (en cuestión de horas).

## Diagnóstico
La celulitis es a menudo un diagnóstico clínico. 
Los cultivos de sangre no siempre identifican el organismo causante. Tan sólo un 10 % del total son positivos, siendo más frecuente si el paciente desarrolla bacteriemia o sepsis.
El hemograma tiende a mostrar leucocitosis con neutrofilia y desviación izquierda, especialmente en casos más graves. La PCR y VSG están elevadas. La elevación de la CPK indica destrucción de tejido muscular, lo que implica mayor gravedad y necesidad de intervención quirúrgica.  

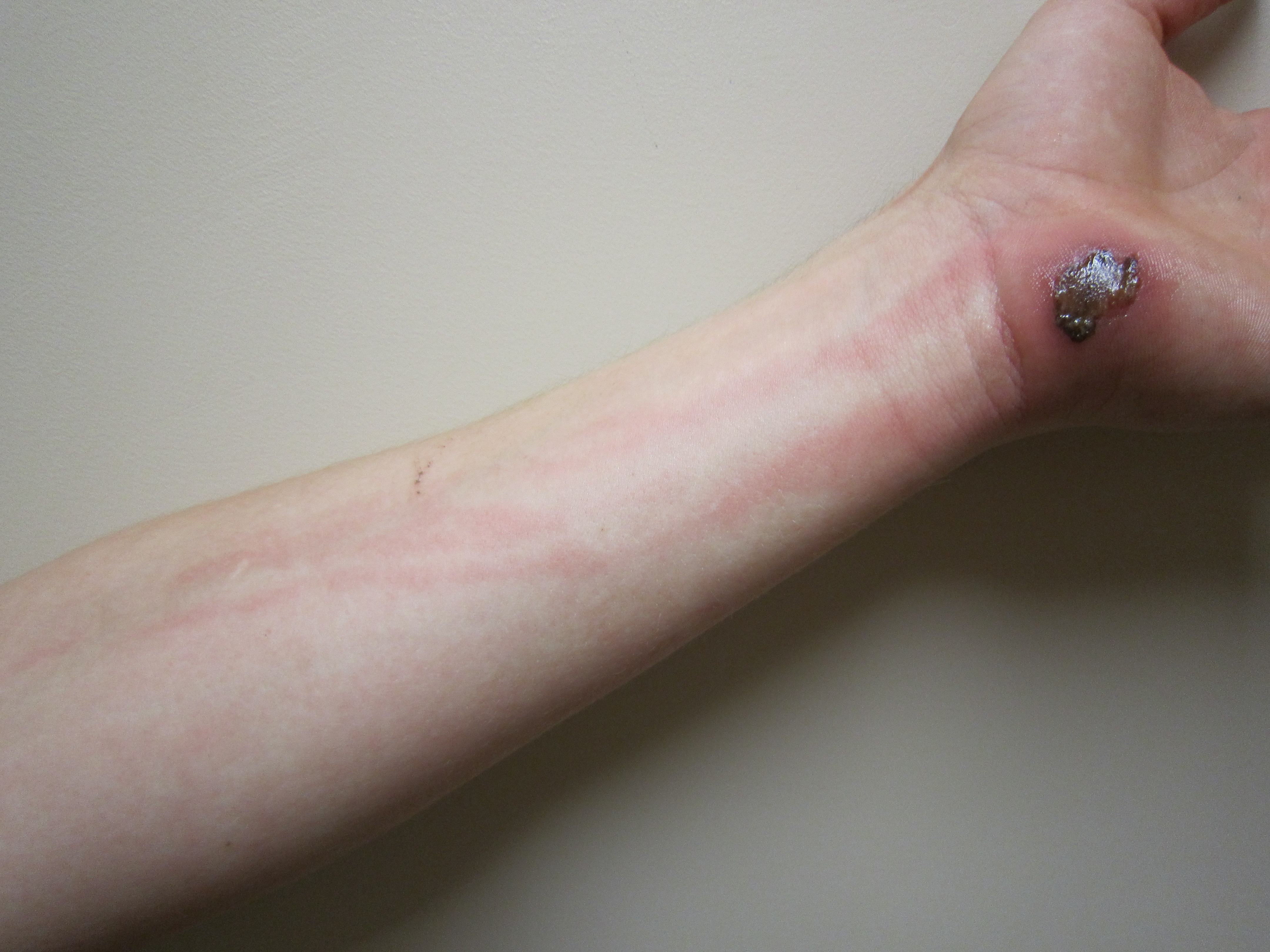
La celulitis después de una abrasión en una mano.
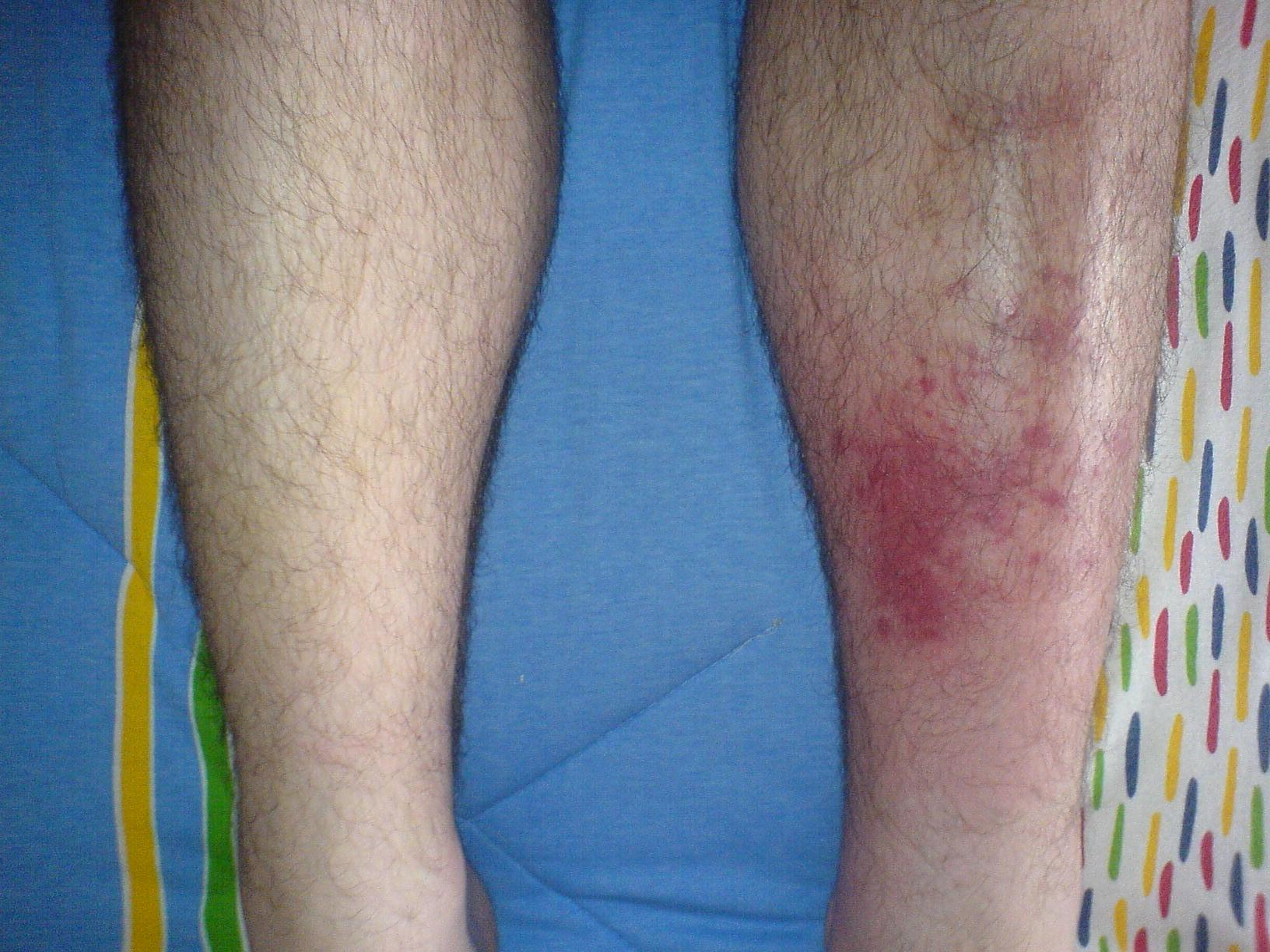
Piel de la pierna izquierda inflamada, en comparación con la derecha sana.
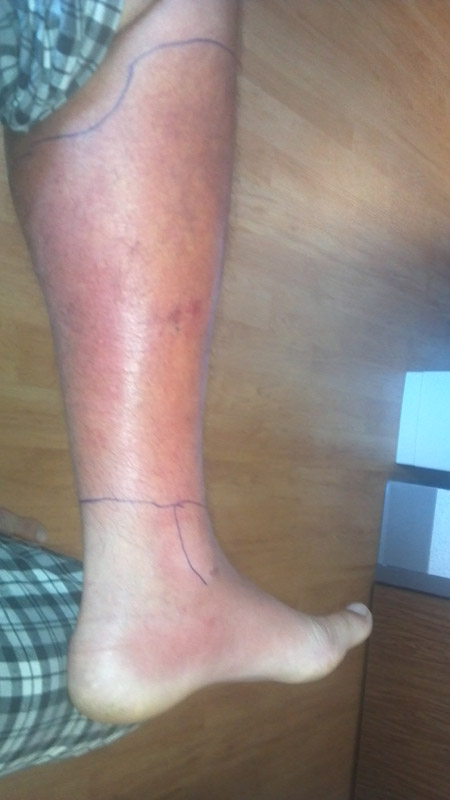
Celulitis en la pierna y el pie.

### Diagnóstico diferencial
Se debe diferenciar de otras enfermedades de los tejidos blandos:
- Erisipela (infección de la dermis, habitualmente por estreptococos del grupo A)
- Gangrena
- Mionecrosis
- Trombosis venosa profunda, que se puede diagnosticar por ultrasonografía
- Dermatitis por estasis, que es la inflamación de la piel debida a insuficiencia venosa
- Gota y Pseudogota (artritis por pirofosfato cálcico), enfermedades inflamatorias con afectación de articulaciones como falange distal del primer dedo del pie (podagra), empeine o muñeca (quiragra)

## Tratamiento
Cuando la celulitis es leve y/o no existe afectación del estado general, se trata con antibióticos por vía oral, aunque no está clara la mejor opción de tratamiento. Se deben hacer visitas periódicas al doctor para asegurarse de que la medicación funciona correctamente. Además, a veces se recetan antiinflamatorios o antipiréticos (para reducir la inflamación y tratar la fiebre). También se recomienda reposo y poner en alto la parte afectada.
La antibioterapia oral puede basarse en distintos fármacos. La cloxacilina y la nafcilina son derivados penicilínicos resistentes a la penicilinasa con actividad frente a MSSA, si bien la biodisponibilidad oral es reducida. Amoxicilina/Clavulánico es un antibiótico frecuentemente empleado en casos no complicados, así como el levofloxacino cuya administración en dosis única diaria es más sencilla para el paciente. Contra las infecciones no complicadas en las que se suponga la presencia de MRSA comunitario pueden emplearse tanto clindamicina, cotrimoxazol o doxiciclina. Esta última es empleada con menor frecuencia, si bien tiene alta penetración tisular.
Si los antibióticos por vía oral no producen mejoría pasadas 48 a 72 horas o si el paciente tiene también fiebre o afectación extensa, es posible que sean necesarios antibióticos por vía intravenosa.
En el tratamiento antibiótico de las infecciones en las que se presuma S. pyogenes como causante puede emplearse ceftriaxona, levofloxacino o amoxicilina/clavulánico por vía i.v.
Ante la sospecha de MRSA los fármacos ideales son daptomicina (especialmente si se confirma bacteriemia), linezolid o vancomicina. Los dos primeros tienen un precio elevado y pueden estar restringidos.
Si la celulitis está asociada a una herida sucia o descuidada, con participación de flora mixta, puede ser preferible utilizar antibióticos de mayor espectro como Piperacilina/Tazobactám, o combinaciones como clindamicina/ceftriaxona, entre muchas otras.
Si la infección forma un absceso, se puede hacer una incisión quirúrgica para drenar el pus.
Si se complica, la celulitis se puede extender a la sangre (causando bacteriemia y sepsis) o a otros tejidos, especialmente fascia muscular (fascitis necrotizante), músculo o huesos (causando osteomielitis). En estos casos, o cuando la terapia por antibióticos no funciona, suele ser necesario el desbridamiento mediante cirugía, que juega un papel fundamental. La tromboflebitis es otra posible complicación, que puede evolucionar hacia trombosis venosa profunda y tromboembolismo pulmonar.

## Prevención
Una buena higiene y el cuidado de las heridas disminuye el riesgo de celulitis. Toda herida debe ser limpiada y curada, y las vendas deben cambiarse diariamente o cuando se mojen o ensucien.
Si la herida es profunda, si está sucia, o si hay riesgo de que contenga cuerpos extraños, se precisa atención médica.